# La Haye-du-Puits

La Haye-du-Puits este o comună în departamentul Manche, Franța. În 1 ianuarie 2018 avea o populație de 1.468 de locuitori.